# ذره اوه خدای من

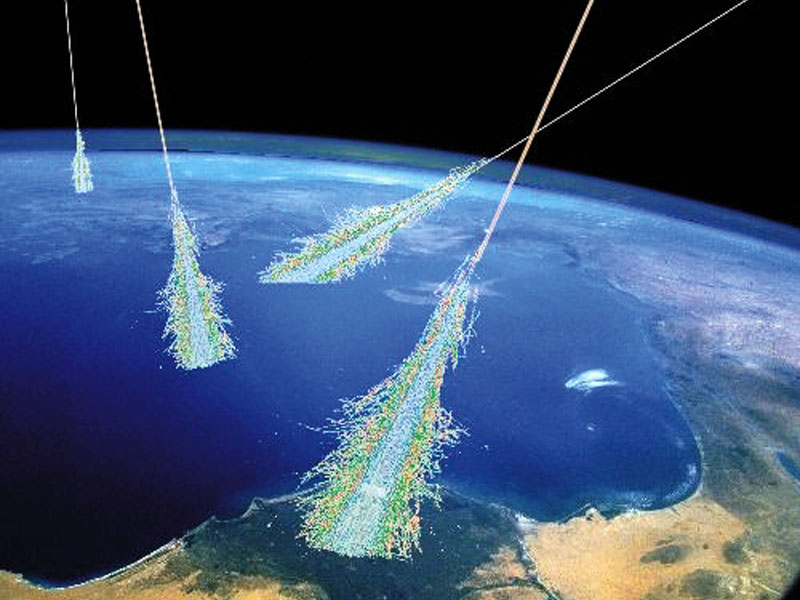
اکنون مشخص شده که بیشتر پرتوهای کیهانی هسته‌های اتمی هستند. بیشتر آنها هسته‌های هیدروژن، برخی هسته‌های هلیوم و بقیه از عناصر سنگین‌تر هستند که نسبت فراوانی هر یک انرژی پرتوهای کیهانی تغییر می‌کند - پرتوهای کیهانی بیشترین انرژی را به سمت هسته‌های سنگین‌تر تشکیل می‌دهند. اگرچه بسیاری از پرتوهای کیهانی کم انرژی از خورشید ما می‌آیند، منشأ پرتوهای کیهانی پر انرژی هنوز ناشناخته باقی مانده و موضوع تحقیقات زیادی است. این نقاشی بارش‌های هوا را از پرتوهای کیهانی بسیار پرانرژی نشان می‌دهد.

ذرهٔ اوه خدای من (انگلیسی: Oh-My-God particle) یک پرتو کیهانی با انرژی فوق‌العاده بالا بود که در ۱۵ اکتبر ۱۹۹۱ توسط دوربین چشم مگس (Fly's Eye) در زمین‌های آزمایش داگ‌وی (Dugway Proving Ground)، یوتا، ایالات متحده شناسایی شد. با این حال، تا سال ۲۰۲۳، این پرتو پر انرژی‌ترین پرتو کیهانی است که تاکنون مشاهده شده‌است. انرژی این ذره به اندازه (۳٫۲±۰٫۹)×۱۰۲۰ eV برآورد شد. انرژی این ذره غیرمنتظره بود و نظریه‌های رایج در مورد منشأ و انتشار پرتوهای کیهانی را زیر سؤال برد.

## سرعت
معلوم نیست که این ذره چه نوع ذره‌ای بوده‌است، اما بیشتر پرتوهای کیهانی پروتون هستند. اگر {\displaystyle m_{\mathrm {p} }} جرم نامتغیر باشد {\displaystyle E_{\mathrm {K} }} و {\displaystyle E_{\mathrm {K} }} انرژی جنبشی (انرژی بالای) آن باشد، پس سرعت آن ذره {\textstyle {\sqrt {1-[m_{\mathrm {p} }c^{2}/(E_{\mathrm {K} }+m_{\mathrm {p} }c^{2})]^{2}}}} برابر سرعت نور خواهد بود. با فرض پروتون بودن ذره {\displaystyle m_{\mathrm {p} }c^{2}} آن ضریب (۰۹۳۸) الکترون‌ولت (938 MeV) خواهد بود، یعنی سرعت ۰٫۹۹۹۹۹۹۹۹۹۹۹۹۹۹۹۹۹۹۹۹۹۹۹۵۱ سرعت نور، با عامل لورنتس ۳٫۲×۱۰۱۱ و سرعت نسبیتی (rapidity) آن ۲۷٫۱ بوده‌است.